# اردیب
اُردیب(ordib)، روستایی از توابع بخش خور و بیابانک شهرستان نائین در استان اصفهان ایران است.

## جمعیت
این روستا در دهستان نخلستان قرار دارد و براساس سرشماری مرکز آمار ایران در سال ۱۳۸۵، جمعیت آن ۲۳۷ نفر (۷۱خانوار) بوده‌است.